# دو پلیس زبل
دو پلیس زبل (به انگلیسی: Crime Busters) فیلمی است محصول سال ۱۹۷۷ و به کارگردانی انتسو باربونی است. در این فیلم بازیگرانی همچون باد اسپنسر، ترنس هیل، دیوید هادلستون، لوچانو کاتناچی، روبرتو دل‌آکوا و لورا خمسر ایفای نقش کرده‌اند.

## خلاصه داستان
دو مرد بیکار که تصمیم گرفته‌اند دست به سرقت بزنند، اشتباهی به‌جای سرقت مغازه، وارد یک اداره پلیس می‌شوند و پس از یک سری اتفاقات به عنوان دو مأمور پلیس استخدام می‌شوند…